# Cláusula andorrana
La cláusula andorrana o pacto andorrano es una cláusula de desbloqueo o modalidad de acuerdo utilizado para decidir el precio de algún bien cuando sus propietarios no se ponen de acuerdo. Típicamente, la cláusula andorrana se aplica en sociedades en las que los socios no logran pactar un precio para vender su participación.
El acuerdo consiste en que uno de los socios decide un precio para cada acción o participación de la empresa, y se lo ofrece al otro, dejándole un plazo para que decida si, por el precio propuesto, prefiere vender sus acciones, o por el contrario comprar las acciones del primero.
Esta fórmula consigue la valoración más objetiva posible, pues es la segunda persona la que decide cómo obtener más beneficio, ya sea comprando o vendiendo, por lo que a la hora de adjudicar un valor, la persona que decide el precio de cada acción está obligada a encontrar el equilibrio.
Otra forma de ilustrar la dinámica de este pacto es mediante un pastel que han de repartirse dos personas: si la que corta el pastel es la última en coger un trozo, tratará de hacer dos mitades exactamente iguales.

## Historia
El nombre de este tipo de pacto se remonta al siglo XIII, a raíz de la resolución de una disputa sobre el dominio del Condado de Urgel entre Geraldo de Cabrera (que poseía el control del territorio), y Aurembiaix; la aspirante a heredera. 
(Véase Condado de Urgel)
Jaime I de Aragón y Geraldo de Cabrera se reunieron en las Cortes de Monzón de 1217 para acabar con el litigio: Geraldo se comprometía con Jaime I a devolverle el territorio de Urgel, a cambio de una importante cantidad de dinero en concepto de prenda. En caso de que Aurembiaix entregase al rey dicha cantidad, se le entregaría a ella el condado. En caso contrario, el vizconde Geraldo devolvería el dinero obtenido a cambio de Urgel.